# Rubus harmonicus
Rubus harmonicus är en rosväxtart som beskrevs av Liberty Hyde Bailey. Rubus harmonicus ingår i släktet rubusar, och familjen rosväxter. Inga underarter finns listade i Catalogue of Life.